# Kreisgrabenanlage Velm

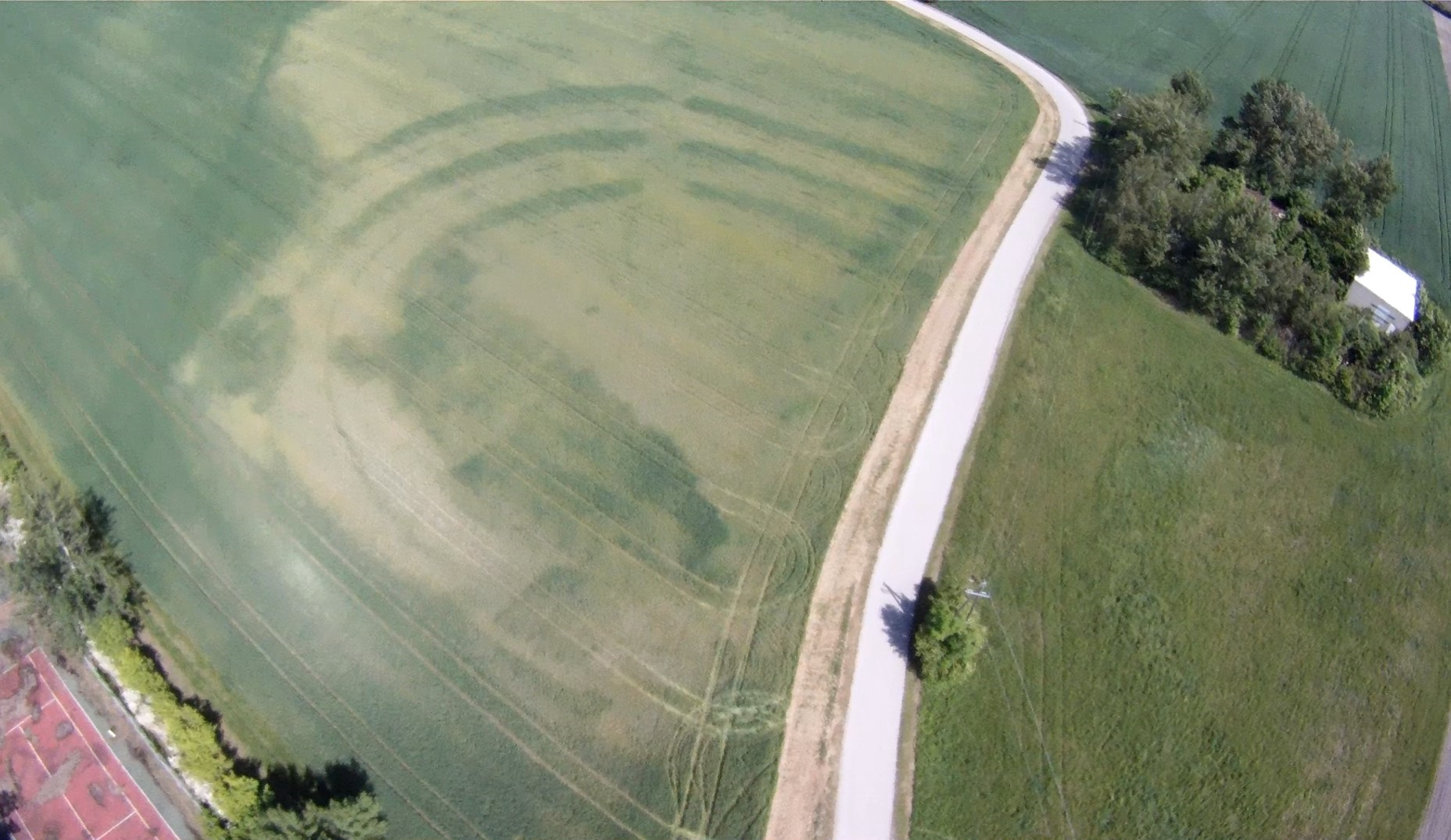
Kreisgrabenanlage Velm, Luftbild mit Drohne, 2014

Die Kreisgrabenanlage Velm ist eine Kreisgrabenanlage der mittelneolithischen Lengyel-Kultur bei Velm, einem Ortsteil der niederösterreichischen Gemeinde Himberg in Österreich. Sie befindet sich zwischen Neuhofsee II und Schneidergrabensee II auf der Flur Breunloiben.

## Forschungsgeschichte

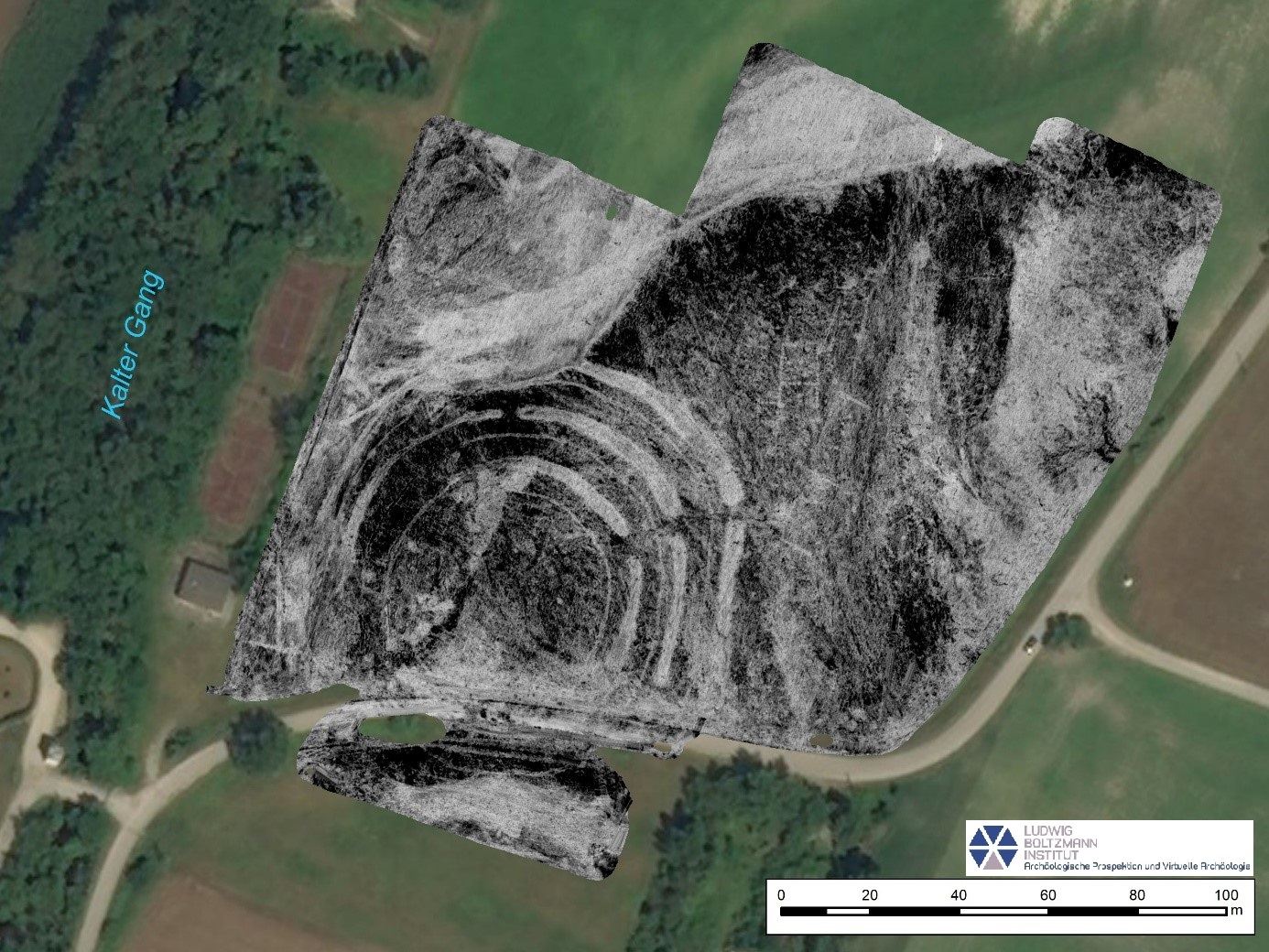
Bodenradarmessung anlässlich der Lehrgrabung, 2019

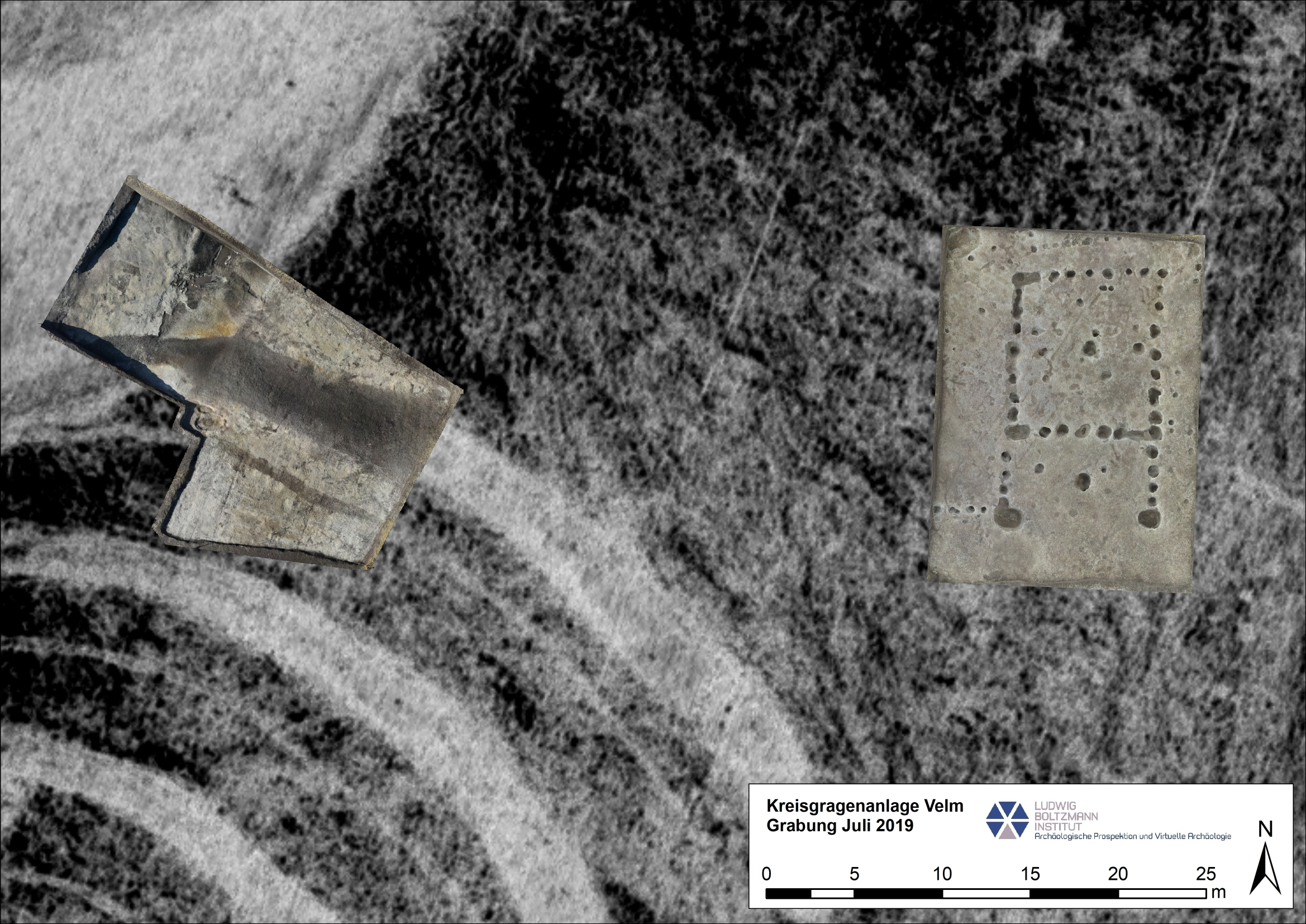
Grabungsflächen der Lehrgrabung, 2019

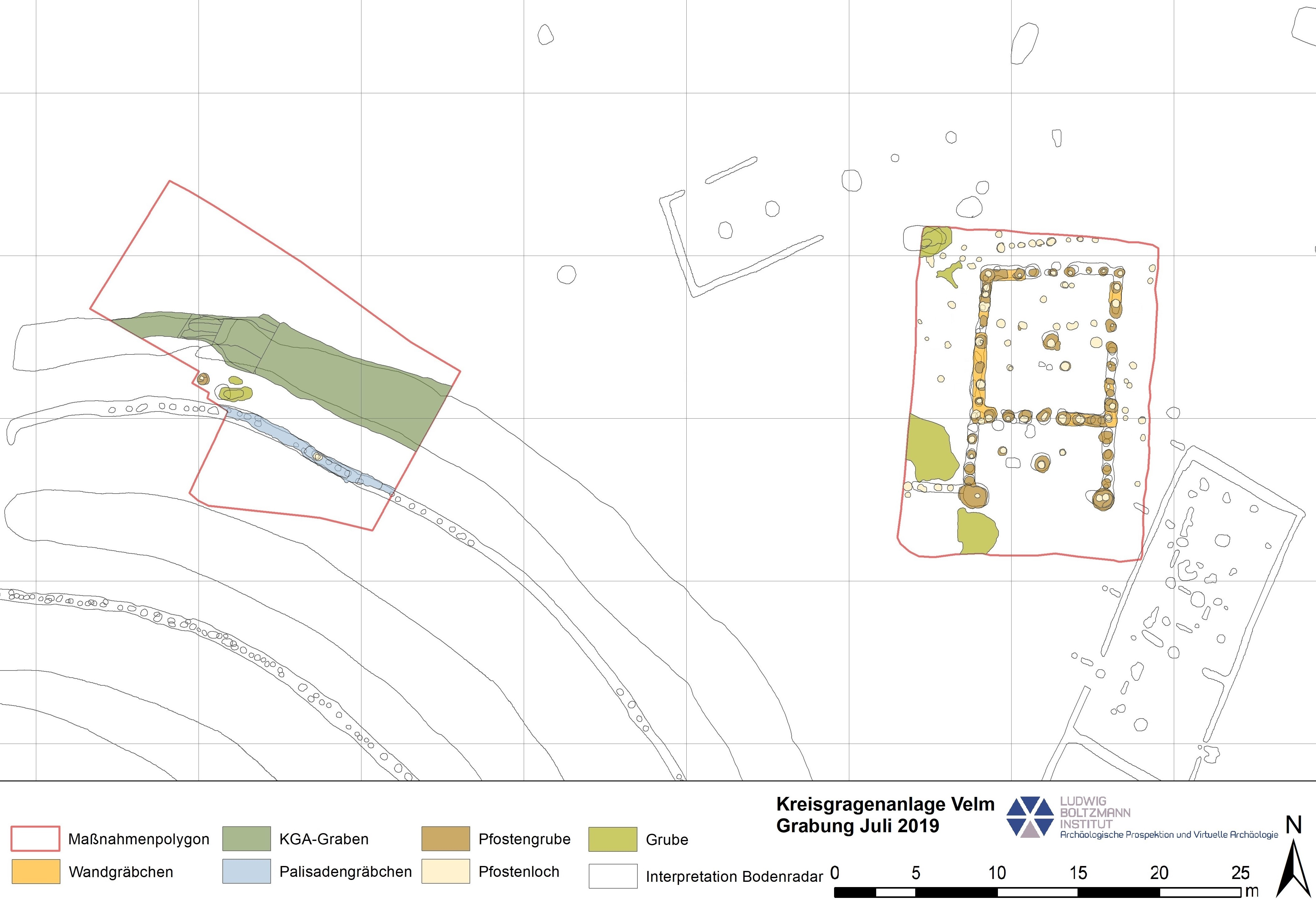
Plan der Grabungsflächen der Lehrgrabung, 2019, Schnitt 1 (äußerer Graben) und Schnitt 2 (neolithisches Haus)

Die Unterschutzstellung des Areals erfolgte 1995, wie im Bescheid GZ: 21.223/1/95 (29.06.1995) bzw. Beschluss 6 NC 144/95 s-2 (15.12.1995) des Bundesdenkmalamtes dargelegt. Zur Entdeckung der Anlage heißt es in der Begründung zum erwähnten Bescheid: „Südwestlich des Ortes liegt eine bislang kaum bekannte archäologische Fundstätte, deren Bedeutung erst anläßlich eines Luftbildfluges im Juni 1993 erkannt werden konnte. Es handelt sich dabei um eine vermutlich neolithische Kreisgrabenanlage…“
Eine sehr frühe Erwähnung der Anlage findet sich in der Chronik „Velm – einst und jetzt“, die vom Dorferneuerungsverein Velm im Jahr 1996 herausgegeben wurde. Dort ist sie bereits als „jungsteinzeitlich“ bezeichnet und das Luftbild, welches 1993 anlässlich einer vom Bundesdenkmalamt (Abteilung für Bodendenkmale) durchgeführten Luftbildprospektion gemacht worden war, auf S. 13 abgebildet.
Im Rahmen des 2008 begonnenen Projekts ASTROSIM wurde, gemeinsam mit 31 anderen mittelneolithischen Kreisgrabenanlagen, auch die Kreisgrabenanlage Velm (KGA Velm)
auf der Flur Breunloiben (Parzellen 371/5; 313/2; 313/1) erforscht. Die Orientierung der Toranlagen wurde mittels Geländevermessung, Analyse im geographischen Informationssystem (GIS) und virtuellen Nachbauten sowie der Entwicklung neuer Visualisierungsmethoden untersucht. Ziel war es, eine mögliche astronomische Ausrichtung der Zugangswege zu finden. Die ursprünglichen Annahmen erhärteten sich aber nicht. Nur für die KGA Pranhartsberg-2 wurde eindeutig eine Ausrichtung des nordwestlichen Zugangsweges bzw. des Tores zum Untergangspunkt der Sonne zur Sommersonnwende festgestellt. Für die KGA Velm, die auf recht flachem Terrain liegt und nur mehr einen rekonstruierbaren Zugangsweg aufweist, wurde gezeigt, dass dieser keine astronomische Ausrichtung aufweist, aber ziemlich genau auf der Höhenschichtlinie liegt. Es kann daher eine Orientierung an der Gelände-Fallrichtung angenommen werden, wie für die meisten der im Rahmen von ASTROSIM untersuchten Anlagen.
Ein weiterer Publikationsbeitrag über die KGA Velm findet sich im 2010 im Verlag der Österreichischen Akademie der Wissenschaften erschienenen Band 71 der Mitteilungen der Prähistorischen Kommission, herausgegeben von Peter Melichar und Wolfgang Neubauer.
Es wurden auch zahlreiche Untersuchungen mit zerstörungsfreien und mikroinvasiven archäologische Prospektionsmethoden durchgeführt.
Cäsium-Gradiometer-Magnetometrie:
Die erste magnetische Untersuchung der KGA Velm wurde 2003 mit einem tragbaren Multi-Sensor-Cäsium-Magnetometer durchgeführt. Die Untersuchung war Teil eines Forschungsprojektes zur systematischen magnetischen Prospektion aller bekannten mittelneolithischen KGA in Österreich durch die Zentralanstalt für Meteorologie und Geodynamik (ZAMG), in Zusammenarbeit mit dem Vienna Institute for Archaeological Science (VIAS) an der Universität Wien.
Maßnahme 05222.2015.01: Fluxgate-Gradiometer-Magnetometrie:
Nach Initiative des Gemeindearchivs Himberg (Karlik, Walter und Waldburger, Markus) wurde die Erforschung der KGA Velm im Oktober 2015 mithilfe einer motorisierten magnetischen Vermessung durch das Ludwig-Boltzmann-Institut für Archäologische Prospektion und Virtuelle Archäologie (LBI ArchPro) fortgesetzt. Es kamen Gradiometersonden zum Einsatz.
Maßnahme 05222.2016.01: GPR-Untersuchung (SPIDAR):
Im Juli 2016 wurde eine erste Untersuchung mittels Bodenradar (GPR - Ground Penetrating Radar) durch das LBI ArchPro durchgeführt.
Maßnahme 05222.2016.02: GPR-Untersuchung (MIRA):
Eine zweite GPR-Untersuchung, dieses Mal mit einem 16-kanaligen 400-MHz-MIRA-System, fand im September 2016 statt.
Maßnahme 05222.2018.01: Gezielte Rammkernbohrungen:
2018 wurden gezielte Rammkernbohrungen vorgenommen. Diese ermöglichen einen mikroinvasiven Einblick in die stratigraphische Beschaffenheit eines Standortes.
Im Juli 2019 fand eine vierwöchige archäologische Lehr- und Forschungsgrabung der Universität Wien und des LBI ArchPro statt. Sie konzentrierte sich auf zwei zentrale Forschungsfragen:
- Aufbau und Datierung des äußeren Grabens der Kreisgrabenanlage
- Aufbau und Datierung eines der drei angrenzenden neolithischen Gebäude

Im Zuge dieser Grabung konnten Daten zur weiteren Interpretation der Anlage und ihres Umfeldes gewonnen werden.

## Beschreibung
Es handelt sich um eine dreifache Anlage mit gleich vielen, jeweils innenliegenden 90 cm breiten Gräbchen für Palisaden. Die Abmessungen der großen Gräben belaufen sich auf:
- Äußerer Graben: ca. 115 × 3 m
- Mittlerer Graben: ca. 88 × 2,5 m
- Innerer Graben: ca. 64 × 2 m[10]

Es ist eine Besonderheit der KGA Velm, dass sich innerhalb jedes der drei Gräben auch eine Palisade befand. In der von François Bertemes und Harald Meller hergestellten umfangreichen Darstellung der neolithischen Kreisgrabenanlagen in Europa, in welcher im Artikel von Literski und Nebelsick 134 dieser Anlagen beschrieben sind, ist sie die einzige in dieser Form (Katalog Nr. 102). Die Palisadenpfosten stehen auch im Torbereich sehr eng und scheinen den Zugang zu verschmälern. Wirklich gut erhalten ist nur der östliche Teil der Anlage, in dem sich auch (ca. im Nordosten) das einzige rekonstruierbare Tor befindet. Je ein weiteres Tor sind im Norden und im Osten erkennbar, aber weitgehend zerstört. Falls die Anlage symmetrisch aufgebaut war, hat sie über sechs Zugänge bzw. Tore verfügt. Auf Grund ihres in Teilen sehr guten Erhaltungszustands ist die Anlage bei entsprechender Bepflanzung des Feldes durch positive Bewuchsmerkmale, d. h. wegen unterschiedlicher Wuchshöhe der Frucht, äußerst gut erkennbar (vor allem bei Bepflanzung mit Getreide).

## Lehrgrabung Juli 2019

### Allgemeines
Nach einer Reihe mithilfe oben erwähnter zerstörungsfreier archäologischer Prospektionsmethoden (Bodenradar, Luftbild- und Magnetprospektion, Rammkernbohrung) durchgeführter Erkundungen, sowie geoarchäologischen Untersuchungen wurden im Zuge der Lehrgrabung zwei Grabungsschnitte angelegt. Schnitt 1 erfasste den äußeren Graben und wurde an der Nordwestseite der Anlage in einem Bereich angelegt, der bereits stark durch einen heute trockenen Altarm des angrenzenden „Kalten Ganges“ gestört war. Schnitt 2 erfasste eines der drei nahe in östlicher Richtung gelegenen Häuser, deren Grundrisse ebenfalls bereits durch archäologische Prospektion bekannt waren. Insgesamt wurde während der 4-wöchigen Dauer eine Fläche von rund 550 m² ergraben. Auch wurde im Rahmen der Forschungsgrabung eine vollständige dreidimensionale digitale Dokumentation des Grabungsprozesses erstellt und mit einem geographischen Informationssystem verknüpft, um eine Visualisierung zu ermöglichen.

### Befund

#### Äußerer Graben (Schnitt 1)
Nach dem maschinellen Abtrag des Oberbodens konnte die Form des Grabens deutlich erkannt werden. Die humose Verfüllung des vor rund 6800 Jahren errichteten Monuments zeichnete sich als dunkles Band inmitten der hellen Schotterterrasse deutlich ab. Zusätzlich zur Grabenverfüllung zeigen sich auch das ca. 90 cm breite Gräbchen der ehemaligen Palisade, einzelne kleinere Pfostengruben und die vom „Kalten Gang“ erodierte Geländekante im hellen Schotter.
Ergraben wurde der westliche Teil des äußeren Grabens der KGA Velm. Ziel war es, den Aufbau des Grabens, dessen einzelnen Verfüllungen, die Form der Grabensohle und eine möglichst genaue Datierung zu erhalten. Durch die digitale Dokumentation der einzelnen Verfüllungen konnte ein detaillierter zeitlicher Ablauf der Wiederverfüllung des Grabens rekonstruiert werden. Da eines der typischen Merkmale einer Kreisgrabenanlage eine V-förmige Sohle darstellt, stand dieser Bereich im besonderen Interesse der Forschungsgrabung. Im Profil des Grabens lässt sich allerdings deutlich ein flacher Abschluss erkennen. Dies scheint auf Störungen durch eindringendes Grundwasser zurückzuführen zu sein. Für die genaue Datierung der relevanten Grabenverfüllungen wurden Proben für eine Radiokarbondatierung genommen. Nach dieser C14-Datierung wurde für den äußeren Graben ein Alter von 4725–4553 v. Chr. bestimmt.
Das sich bereits nach dem Oberbodenabtrag deutlich abzeichnende Palisadengräbchen wurde ebenfalls erforscht. Die vorerst deutlich dunkler gefärbte, humose Verfüllung wurde ab einer Tiefe von ca. 20 cm von mehreren stark verhärteten Schichten aus verdichteten (zementierten) Lagen feiner Sande und Tone abgelöst. Diese Verhärtungen dürften auch die Ursache der stark reflektierenden Strukturen sein, welche so deutlich im Bodenradar visualisiert werden konnten. Nach der archäologischen Untersuchung steht fest, dass es sich hierbei tatsächlich um die Standspuren der ehemaligen hölzernen Palisade handelt.

#### Grundriss Haus (Schnitt 2)

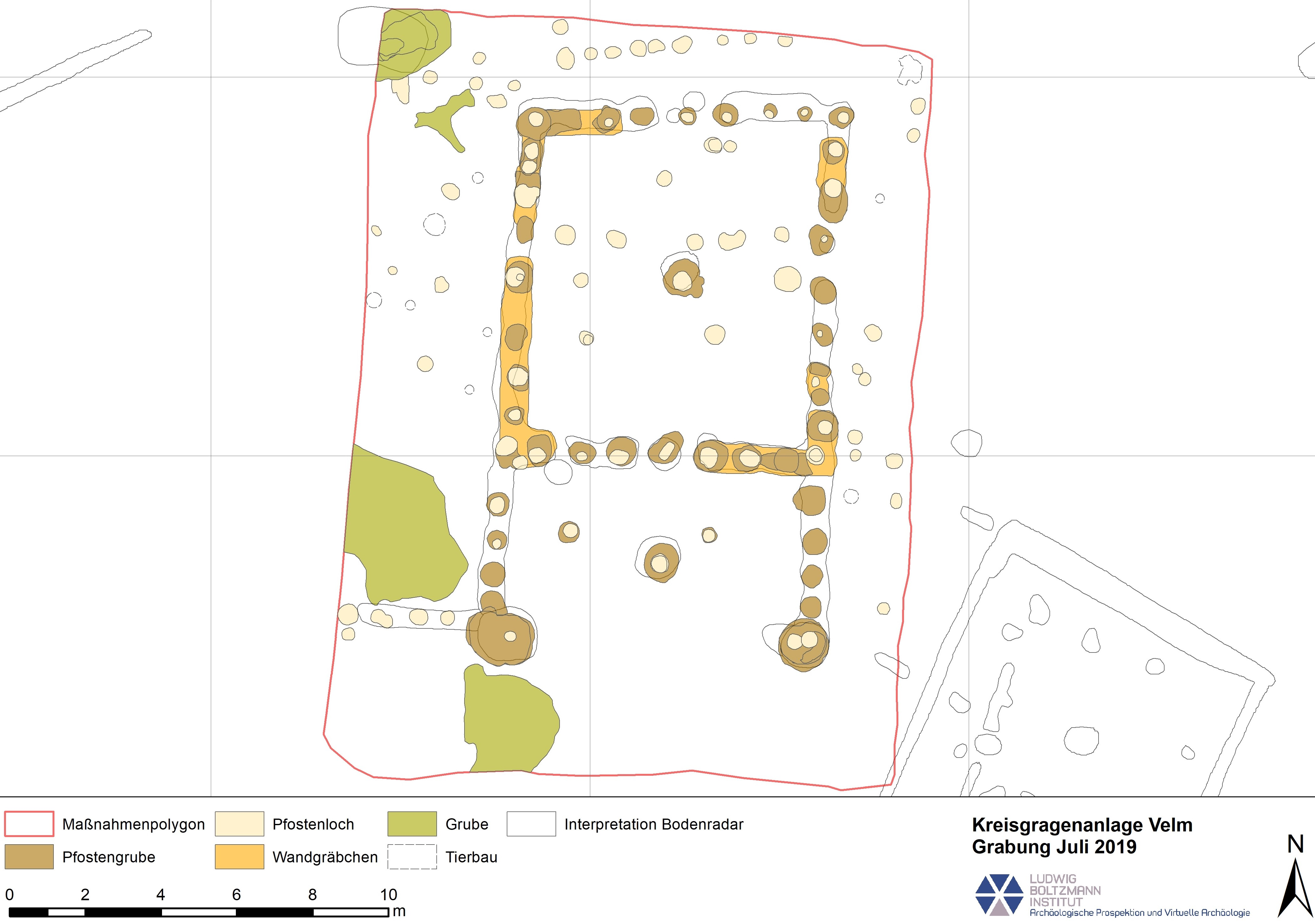
Plan der Grabungsfläche von Schnitt 2, das neolithische Haus

Die außergewöhnliche Datenqualität der Bodenradardaten im Bereich des mittelneolithischen Hauses veranlasste die genauere Untersuchung des tatsächlichen Erhaltungszustandes des
prähistorischen Gebäudes. Es stellte sich allerdings heraus, dass der Erhaltungszustand des Hauses nicht ganz so gut war wie erwartet. Dennoch konnten Strukturen erkannt werden, welche auf ehemalige Begehungshorizonte hinweisen.
Die Position der großen Eingangs- und Zentralpfosten und ein Großteil der Pfostensetzungen, welche die ehemalige Wand des ca. 6700 Jahre alten Hauses bildeten, waren bereits in den Prospektionsdaten erkannt worden und wurden freigelegt. Die Erhaltungsbedingungen der einzelnen Pfostengruben zeigten den guten Gesamterhaltungszustand der Fundstelle, wenngleich auch hier bereits Schäden durch das maschinelle Pflügen zu erkennen waren. Die durchschnittliche Tiefe der Gruben, in welchen einst die Konstruktionshölzer des Hauses eingesetzt wurden, lag bei 90 cm. Die Konstruktionsart des gegrabenen Hauses kann durch archäologische Analogien in eine frühe Phase der jungsteinzeitlichen Lengyel-Kultur datiert werden. Diese Datierung wird durch die zahlreichen Keramikfunde und eine Radiokarbondatierung unterstützt, die einen Zeitraum von 4706–4547 v. Chr. ergab.

### Funde

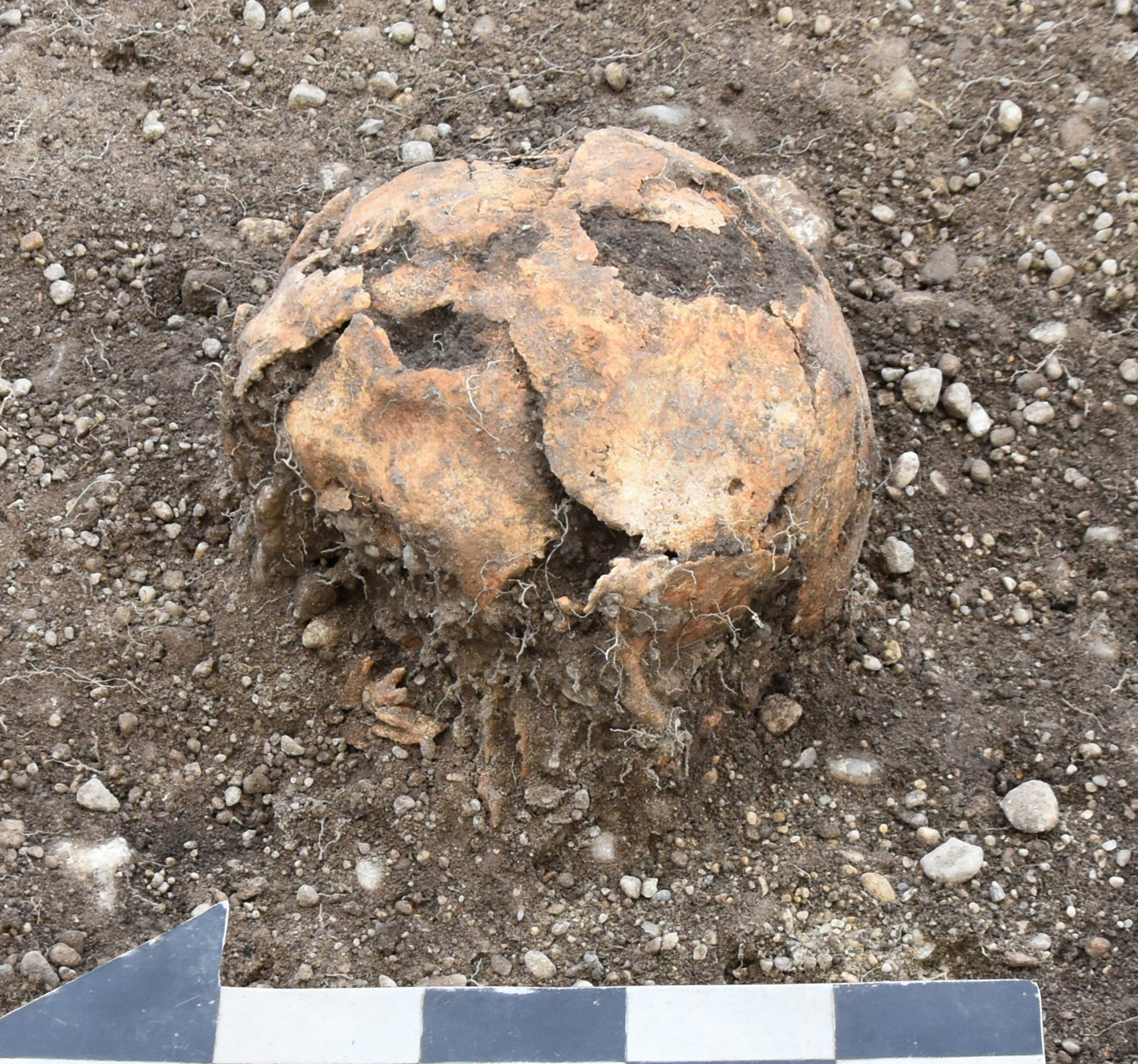
Der in einer Grube bei der nordwestlichen Ecke des Schnittes 2, in der Nähe des neolithischen Hauses, gefundene bronzezeitliche Schädel, in situ

In der nordwestlichen Ecke des Schnittes 2 wurde eine größere Grube aufgefunden. In deren vermutlich bereits im Mittelneolithikum entstandenen Wiederverfüllung zeigte sich eine weitere Grube mit den Ausmaßen von ca. 2 m × 1,2 m. Nahe der Grubensohle konnte ein menschlicher Schädel aufgefunden werden. Dieser lag bei seiner Bergung auf seinem Gesicht und zeigte bereits starke Verwitterungserscheinungen. Der Unterkiefer oder andere Teile des menschlichen Körpers konnten (mit Ausnahme eines Rückenwirbelfragmentes) nicht aufgefunden werden. Der in situ aufgefundene Schädel konnte auf Grund eines Zahnes in die Frühe Bronzezeit (1831–1688 v. Chr.) datiert werden und ist somit beträchtlich jünger als das Haus.
Zu den weiteren bemerkenswertesten Funden zählen neben mehreren Klingenfragmenten aus Hornstein auch einige aus durchsichtigem Obsidian, welcher als Importgut aus Ungarn zu interpretieren ist. Auch ein Scherben mit Bitumenverzierung stammt aus Nordungarn und kann der dortigen Bükker Kultur zugeordnet werden.

## Erkenntnisstand
Auch auf Grund der Ergebnisse der Forschungsgrabung von 2019 ist eindeutig belegt, dass die KGA Velm aus dem Mittelneolithikum stammt und 6700 - 6550 Jahre alt ist. Das untersuchte Haus stammt aus der gleichen Epoche und kann der frühen Phase der Lengyel-Kultur zugewiesen werden, womit eine sehr frühe Besiedlung der Gegend um Velm belegt ist. Der ergrabene Schädel ist deutlich jünger und zeigt, dass sich auch während der frühen Bronzezeit Menschen in unmittelbarer Nähe der KGA Velm aufhielten.